# آزاد مثل هوا
آزاد مثل هوا فیلمی به کارگردانی و نویسندگی عبدالرضا کاهانی ساخته سال ۱۳۹۷ است. رضا عطاران و اوفلی بو بازیگران اصلی فیلم عبدالرضا کاهانی هستند که توسط شرکت ای پلاس فیلم پروداکشن در کشور کانادا ساخته می‌شود.این فیلم نخستین اثر کاهانی در کاناداست که به دنبال توقیف فیلم آخرش در ایران، به آنجا مهاجرت کرد. کاهانی پس از این فیلم، دو فیلم دیگر با نام های «یک زیارتگاه» و «مرده شور» در کانادا تولید نمود.